# Manoir de Saint-Laurent-sur-Mer
Le manoir de Saint-Laurent-sur-Mer est un ancien édifice situé à Saint-Laurent-sur-Mer, en France, dont seul subsiste un portail d'entrée du XVIe siècle inscrit au titre des Monuments historiques.

## Localisation
Le monument est situé dans le département français du Calvados, à Saint-Laurent-sur-Mer, au sud de l'église Saint-Laurent.

## Architecture
Le portail d'entrée du XVIe siècle est inscrit au titre des Monuments historiques depuis le 15 juin 1927.